# Abbazia di Riddagshausen
L'abbazia di Riddagshausen (in tedesco: Kloster Riddagshausen) è stato un monastero cistercense, nella parte orientale di Braunschweig, in Germania.

## Storia
L'abbazia venne fondata nel 1145 da monaci cistercensi dell'abbazia di Amelungsborn. Qui venne fondata una prima chiesa da Ludolfo di Wenden, ministeriale di Enrico il Leone, signore di Braunschweig. Nel 1146 Enrico donò alla nuova fondazione religiosa i terreni circostanti del villaggio di Riddagshausen, da cui l'abbazia prese nome. Anche Anno di Heimburg fu coinvolto nella fondazione.
L'abbazia raggiunse brevemente lo status di abbazia imperiale.
L'abbazia di Riddagshäuser si ispira a modelli francesi, come l'abbazia di Cîteaux in Borgogna, regione dalla quale aveva avuto origine l'ordine dei cistercensi.
La concezione architettonica del complesso monastico segue i principi della purezza ascetica, senza fare uso di alcun elemento decorativo. 
La chiesa dell'abbazia è in classico stile gotico con una grande navata centrale. La chiesa dell'abbazia venne consacrata nel 1275.
Gli edifici circostanti furono tutti terminati nel corso del XII secolo.
Nei secoli successivi l'abbazia raggiunse molta fama, tanto che si ricorda la visita del cardinale Niccolò Cusano nel 1451.
Inoltre l'abbazia ottenne da papa Sisto IV la concessione dei diritti cardinali.
Con la Riforma a cui aderì il ducato di Brunswick-Wolfenbüttel nel 1569, l'ordine circestense lasciò l'abbazia che divenne un centro di formazione prestigiosa per i seminaristi luterani. Questa comunità religiosa e il seminario venne sciolta nel 1809.
Attualmente l'abbazia va parte di un quartiere della città di Braunschweig ed è tutelata come monumento storico ma anche grazie alla presenza del parco circostante come area protetta naturale.
Gli edifici ad oggi in piedi sono la chiesa e il portale d'ingresso all'area, oggi museo dell'abbazia cistercense.

## Galleria d'immagini

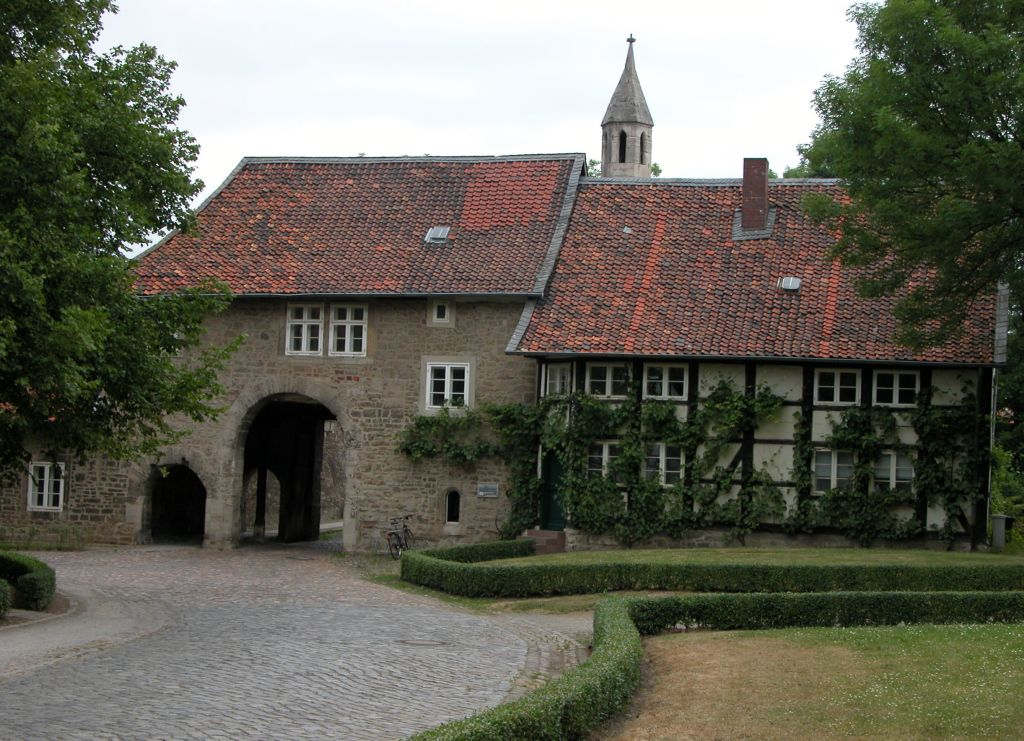
Portale d'ingresso
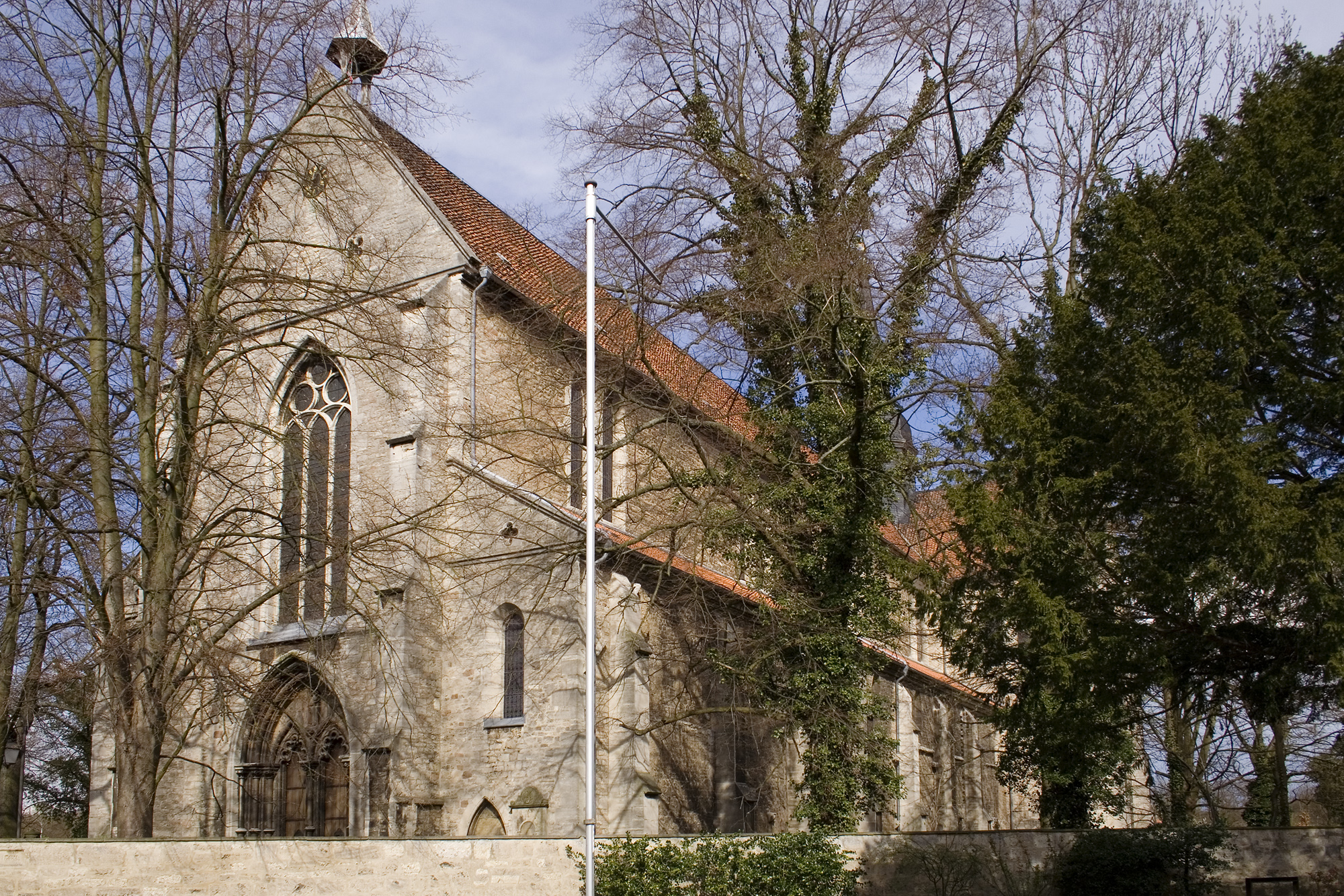
Chiesa dell'abbazia
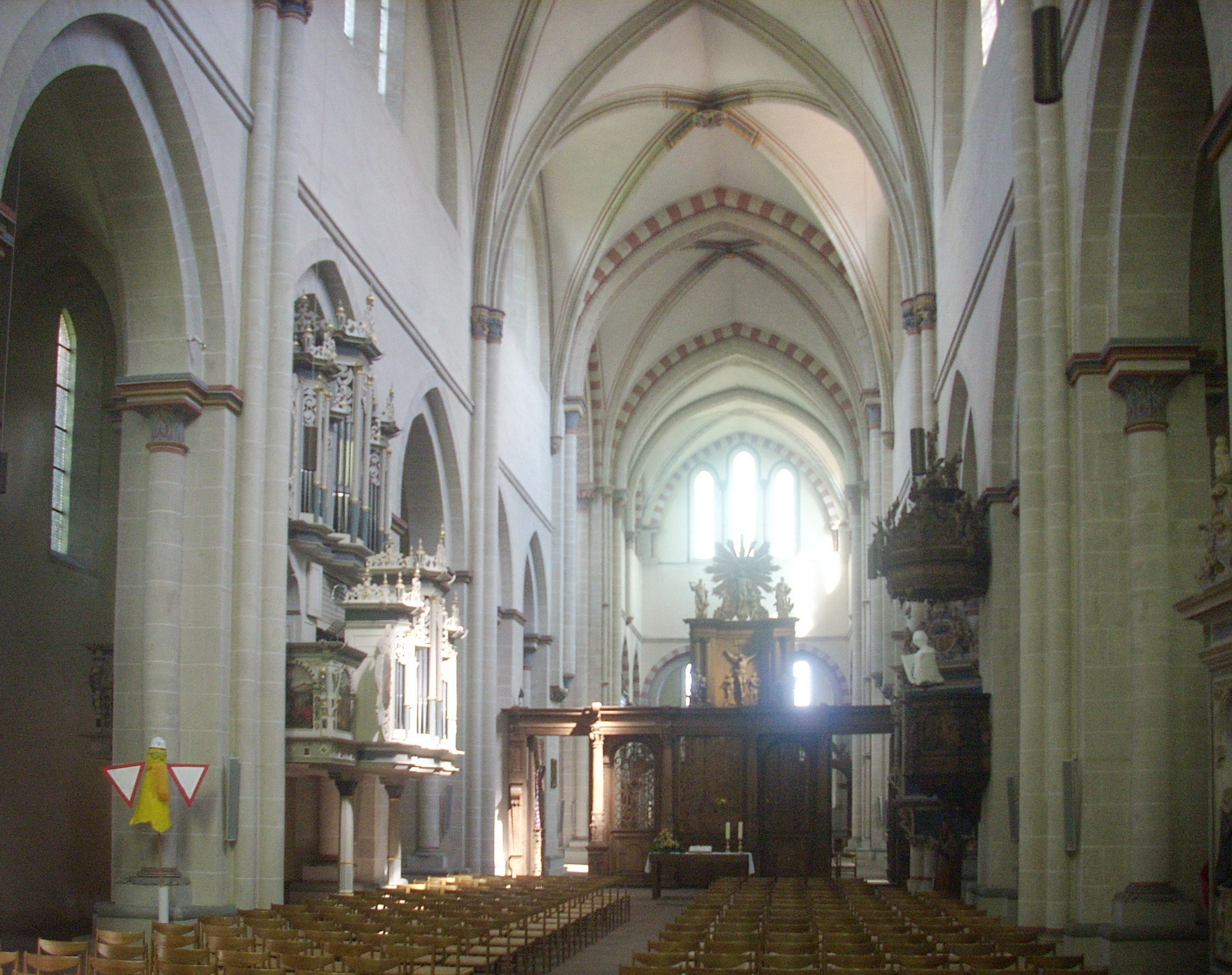
Chiesa, interno
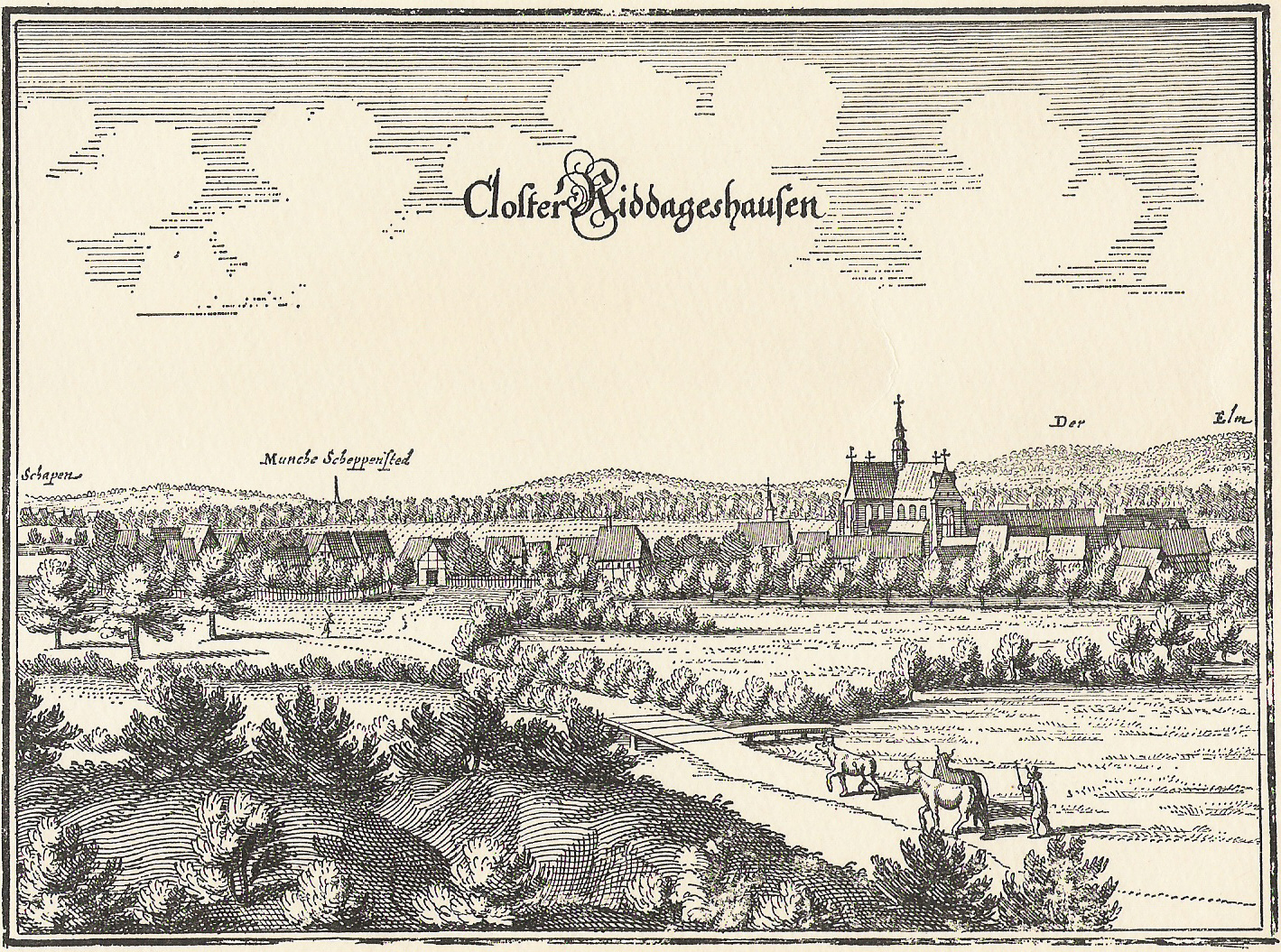
Abbazia di Riddagshausen nel XVII secolo